# Adrien-Henri de Jussieu
Adrien-Henri Laurent de Jussieu (Pariz, 23. prosinca 1797. – Pariz, 29. lipnja 1853.) bio je francuski botaničar. Sin je francuskog botaničara Antoinea Laurenta de Jussieua.

## Životopis
Nakon studija medicine u Parizu (1824.), zamijenio je oca na čelu odjela botanike u pariškom botaničkom vrtu nakon što se umirovio (1826.). Naslov "doktora medicine" je stekao radom o biljnoj porodici Euphorbiacea : De euphorbiacearum generibus medicisque earumdem viribus tentamen. Objavio je brojne radove o porodicama Rutacea, Meliacea, Malpighiacea.
Dana 8. kolovoza 1831., postao je članom Francuske akademije znanosti, kojoj je 1853. postao predsjednikom. Godine 1839. objavio je djelo Recherches sur la structure des plantes monocotylédones, a također i Cours élémentaire de botanique koje su kasnije koristili brojni studentski naraštaji. Godine 1845. postao je profesorom organografije biljaka na Sorbonnei. Iste je godine objavio svoje djelo Géographie botanique.
U botaničkim referencijama ga se navodi pod kraticom A. Juss.

## Vanjske poveznice
|  | Wikivrste imaju podatke o taksonu Adrien Henri Laurent de Jussieu |

- IPNI Popis biljaka koje je Međunarodni indeks biljnih imena pridružio ovom autoru
- Adr. de Jussieu/Malpighiaceae
- Fiche généalogique sur la base Roglo à roglo.eu